# 燒錄器

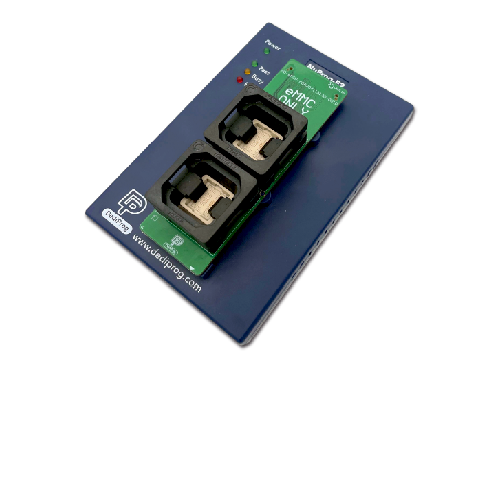
萬用工程型燒錄器

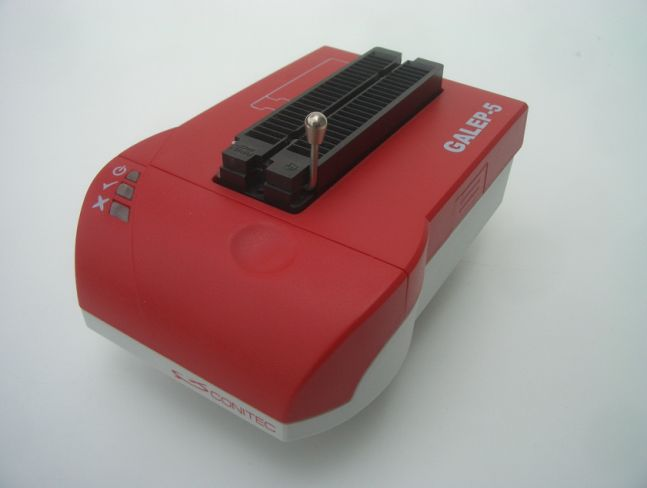
攜帶型燒錄器Galep-5，其腳座是ZIF（零插拔力插座)

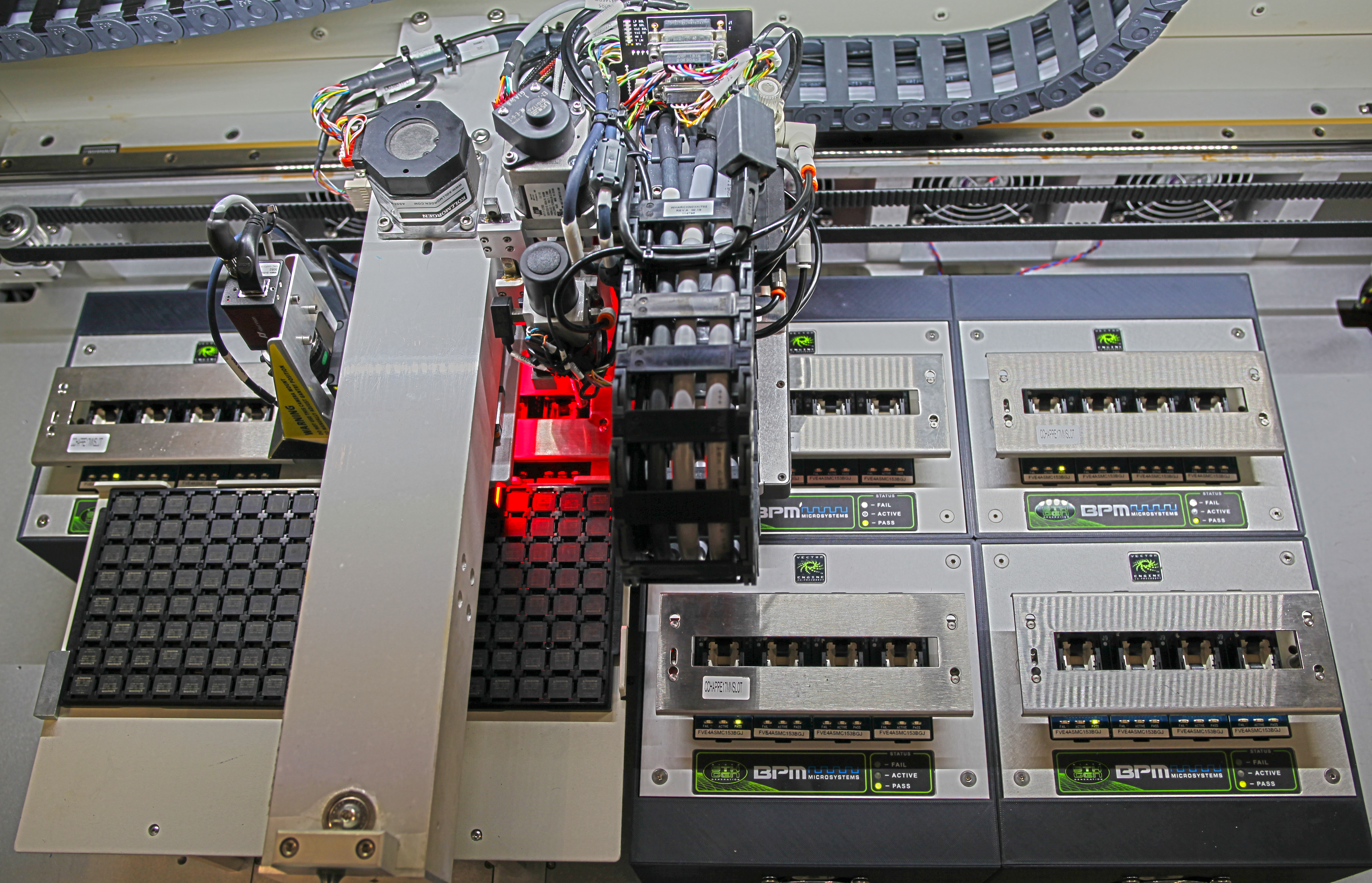
3928燒錄系統，最多可以同時燒錄7個晶片

燒錄器（IC Programmer），又名晶片燒錄器（Chip Programmer）、設備燒錄器（Device Burner or Device Programmer）:364、PROM寫入器（PROM writer）或燒錄設備，是可以將软件燒錄檔案載入非揮發性記憶體的集成电路（稱為可程式化設備）的電子設備:3。
可程式化晶片類型包括可規劃式唯讀記憶體（PROM）、可擦除可規劃式唯讀記憶體（EPROM）、電子抹除式可複寫唯讀記憶體（EEPROM）、快閃記憶體、多媒體記憶卡、磁阻式隨機存取記憶體（MRAM）、鐵電隨機存取記憶體（FeRAM）、非揮發性隨機存取記憶體（NVRAM）、可程式化邏輯裝置（PLD）、可程式化邏輯陣列（PLA）、可程式化陣列邏輯（PAL）、通用阵列逻辑（GAL）、複雜可程式化邏輯裝置（CPLD）、现场可编程逻辑门阵列（FPGA）及微控制器單元（MCU）等類型。

## 使用燒錄器燒錄晶片方法

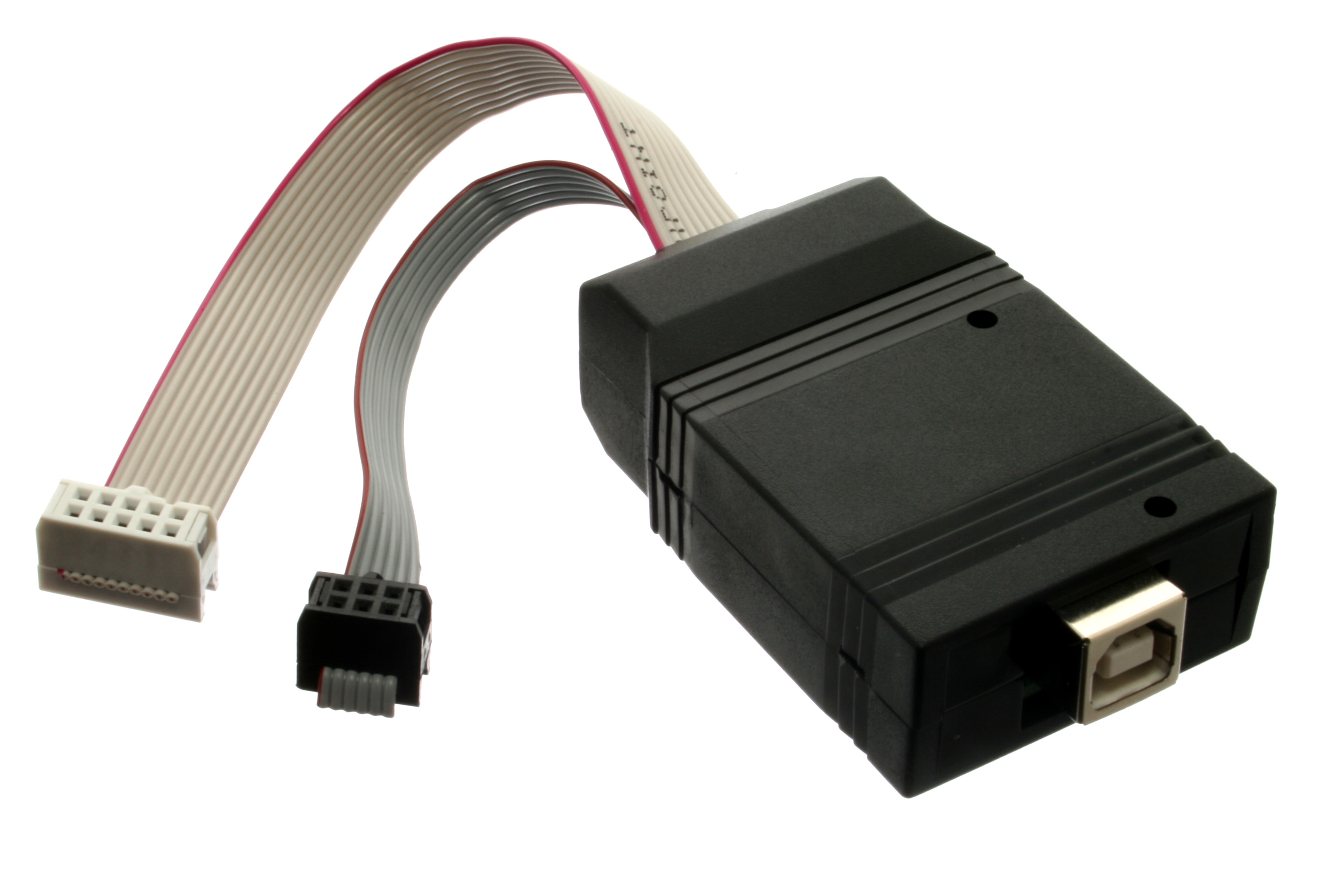
AVR单片机的On-Board燒錄器，有JTAG連結頭及USB界面

要將軟體燒錄到設備中，有兩種不同的作法。一個是將可程式化晶片放在燒錄器的燒錄座中進行燒錄，另一種則是在設備已焊接到印刷电路板之後，再進行燒錄。
若是使用前者的作法，會將待燒錄晶片放在燒錄器上方的燒錄座(IC Programming Socket)（多半是ZIF 零插拔力插座）。若晶片不是標準的雙列直插封裝，會有配合晶片footprint的轉接板(IC Socket Adapter)，晶片放在轉接板上，再接到燒錄器上:58。
若是後者的作法，燒錄器會連接到印刷电路板的燒錄座中。此作法會稱為在板燒錄（on-board programming）、電路內燒錄（in-circuit programming）或在線燒錄（in-system programming）。
之後資料會透過燒錄器連接腳位的信號，傳送到晶片中。有些設備有可以接收燒錄資料的串列埠:232, pdf3（包括JTAG）:642, pdf15。有些設備則是用並列脈衝的方式傳送資料:125
燒錄器多半會連接到个人电脑的並列埠:364、USB、串列埠或是局域网界面。電腦上也會有軟體將要燒錄的資料傳送到燒錄器上:364
:430，使用時要選擇晶片種類以及介面型式，即可開始燒錄流程，可以針對晶片進行讀／寫／刪除／清空等作業。

## 分類
燒錄器可以分為以下5種：

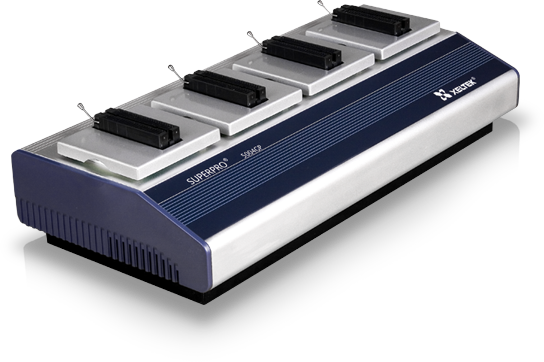
可以燒四個IC的燒錄器

1. 自動化燒錄器(Automated IC Programming System)：有多個晶片的插槽，可以同時燒錄多個晶片[16]，一般用於量產[9]。這類系統會有機械手臂拿取晶片，可用於大量及複雜的輸出（例如雷射加標記、3D檢測、燒錄晶片管狀給料、燒錄後晶片管狀包裝）。
2. 開發用燒錄器(Engineering IC Programmer)：只可以燒錄一至兩個晶片，用在首件開發以及小量生產[17]。
3. 口袋型燒錄器：用於開發以及客戶現場服務[17][18]。
4. 專用燒錄器：只用於一些特殊的晶片，例如FPGA[19]、单片机[9]:642, pdf15及電子抹除式可複寫唯讀記憶體燒錄器[14]。
5. 萬用型燒錄器(Universal IC Programmer)：單機支援多款晶片燒錄，常見可支援包含UFS、eMMC、MCU、CPLD、FPGA、SPI NOR、SPI NAND、Parallel NOR、Parallel NAND 與 EEPROM等晶片封裝類型。

## 歷史

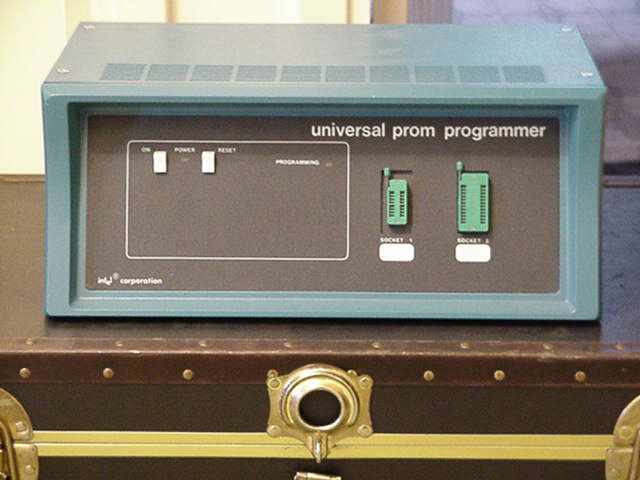
以前的燒錄器，大約鞋盒大小

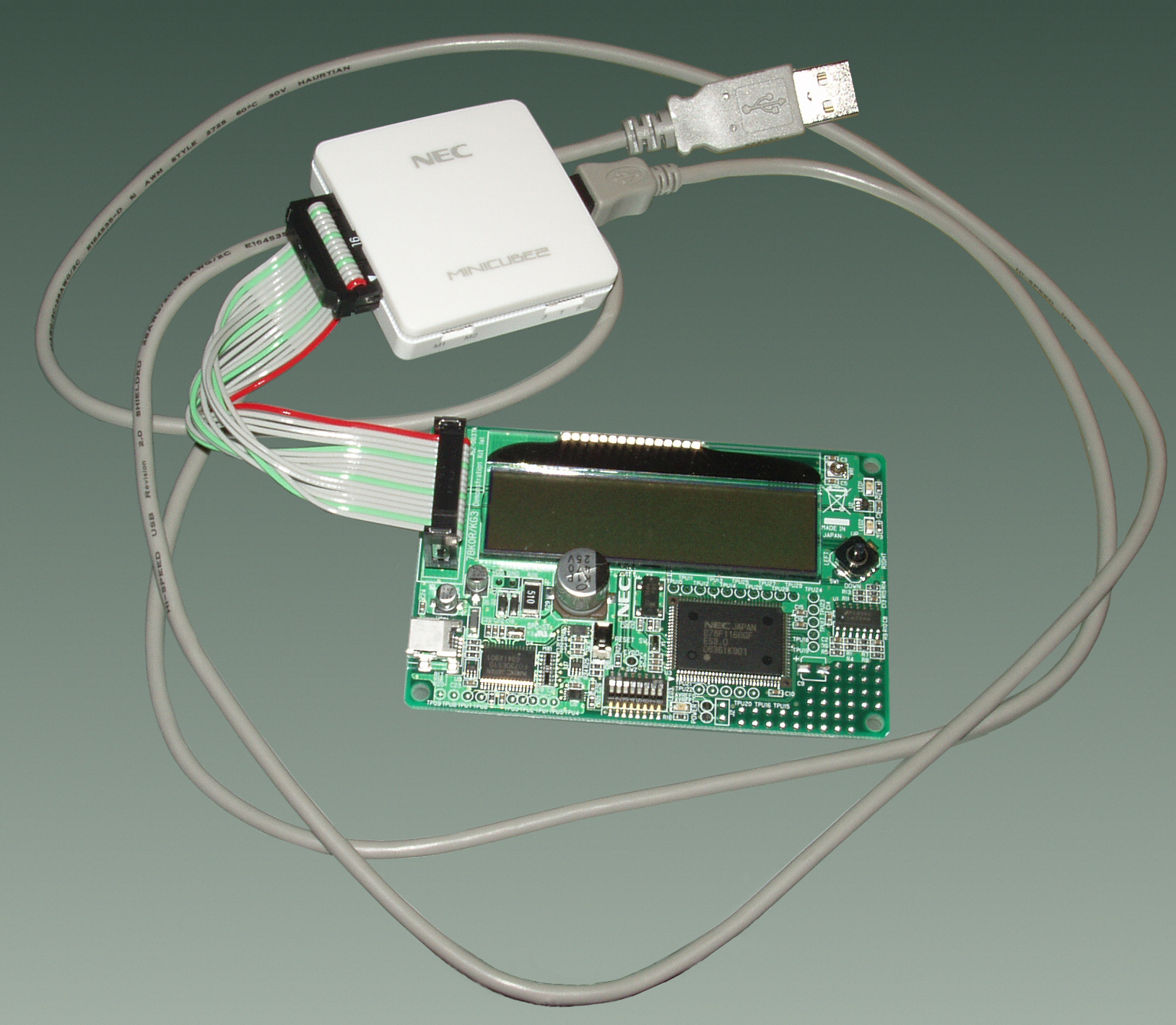
口袋型，USB介面在线仿真器，及单片机闪存 記憶體的燒錄器

早期的PROM燒錄器以及對應的可程式設備有許多不同的電壓規範，燒錄器連接引腳的驅動電路需要可以提供0至25V不等的不同電壓:651:40。不過隨著記憶體設備的進步，近來的快閃記憶體燒錄器已不需提供高電壓。

## 製造商
有關製造商網址，請參考「外部連結」段落
- Batronix
- BPM Microsystems
- CodiProg
- Xeltek（英语：Xeltek Inc.）
- Conitec Datasystems
- MCUmall Electronics Inc.
- Data I/O（英语：Data I/O）
- Elnec（英语：Elnec）
- 岱鐠科技有限公司 (DediProg Technology)
- Minato公司（日语：ミナトホールディングス）
- 河洛半導體（Hi-Lo System Research）
- Phyton, Inc.
- 力浦電子實業股份有限公司 LEAP ELECTRONIC CO LTD （页面存档备份，存于）
- 崇貿科技(System General)

## 外部連結
- 技術資訊
  - JEDEC - Memory Configurations: JESD21-C （页面存档备份，存于）
  - JEDEC - Common Flash Interface (CFI) Specification, JESD68.01, September 2003. （页面存档备份，存于）
  - Intel - Common Flash Interface (CFI) and Command Sets （页面存档备份，存于）
  - IEEE Std 1532-2002 (Revision of IEEE Std 1532-2001) - IEEE Standard for In-System Configuration of Programmable Devices （页面存档备份，存于）
  - What is the IEEE 1532 Standard? | Keysight Technologies
  - JEDEC - STANDARD DATA TRANSFER FORMAT BETWEEN DATA PREPARATION SYSTEM AND PROGRAMMABLE LOGIC DEVICE PROGRAMMER: JESD3-C, Jun 1994 （页面存档备份，存于）
  - JEDEC - JC-42 Solid State Memories （页面存档备份，存于）

- 製造商
  - BPM Microsystems （页面存档备份，存于）
  - Batronix GmbH & Co. KG （页面存档备份，存于）
  - Xeltek Inc. （页面存档备份，存于）
  - Conitec Datasystems Inc. （页面存档备份，存于）
  - Data I/O Corporation （页面存档备份，存于）
  - Elnec s.r.o. （页面存档备份，存于）
  - DediProg Technology
  - Minato Holdings Inc. （页面存档备份，存于）
  - 河洛半導體 （页面存档备份，存于）
  - Phyton, Inc. （页面存档备份，存于）
  - 力浦電子實業股份有限公司 Leap Electronic Co., Ltd. （页面存档备份，存于）
  - 崇貿科技 （页面存档备份，存于）